# Kenneth Eriksson
Kenneth Eriksson (rođen 13. svibnja 1956.) je bivši švedski vozač reli utrka.
Eriksson je nastupao na utrkama svjetskog prvenstva u reliju (WRC) od 1984.g. do 2002. Ukupno je zabilježio 138 nastupa na WRC utrkama, 6 pobjeda, dok je 21 puta završio na pobjedničkom podiju. Najbolji plasman u karijeri mu je bio 1995. kada je u konačnom poretku bio treći.